# Уинго, Генри
Генри Суэнсон Уинго (англ. Henry Swenson Wingo; род. 4 октября 1995, Сиэтл, Вашингтон) — американский футболист, защитник клуба «Торонто».

## Клубная карьера
Уинго — воспитанник клуба «Сиэтл Саундерс». В 2014 году он поступил в Вашингтонский университет, где выступал за команду учебного заведения. 18 января 2017 года Генри подписал профессиональный контракт с «Саундерс» как доморощенный игрок. 4 марта он дебютировал в MLS в матче стартового тура сезона 2017 против «Хьюстон Динамо», выйдя на замену на 85-й минуте вместо Густава Свенссона.
12 августа 2019 года Уинго перешёл в норвежский «Молде», подписав контракт на 2,5 года. 20 октября в матче против «Хёугесунна» он дебютировал в Типпелиге. В своём дебютном сезоне Уинго стал чемпионом Норвегии. 15 июля 2020 года в поединке против «Викинга» Генри забил свой первый гол за «Молде».
В начале 2021 года Уинго перешёл в венгерский «Ференцварош». 27 января в матче против «Будафоки» он дебютировал в чемпионате Венгрии. В своём дебютном сезоне Уинго стал чемпионом Венгрии. 24 августа в матче квалификации Лиги чемпионов против швейцарского «Янг Бойза» Генри забил свой первый гол за «Ференцварош». По окончании сезона 2023/24 Уинго покинул «Ференцварош».
18 июля 2024 года Уинго вернулся в MLS, подписав контракт с «Торонто» до конца сезона 2026 с опцией продления на сезон 2027. За право подписать его канадский клуб выплатил «Ди Си Юнайтед» $75 тыс. в общих распределительных средствах. За «Торонто» он дебютировал 4 августа в матче Кубка лиг 2024 против мексиканской «Пачуки», выйдя на замену на 67-й минуте вместо Рауля Петретты.

## Достижения
Клубные
 «Молде»
- Победитель Типпелиги — 2019

 «Ференцварош»
- Победитель чемпионат Венгрии (3) — 2020/2021, 2021/2022, 2022/2023
- Обладатель Кубка Венгрии — 2021/2022